# Constance Dilworth
Constance Charlotte Dilworth (* 5. Februar 1924 in London, Vereinigtes Königreich; † 17. Mai 2004 in Florenz, Italien) war eine britische Physikerin und Hochschullehrerin. Sie war Professorin für Radioaktivität und höhere Physik an der Universität Mailand und war eine auf Emulsionen spezialisierte Physikerin.

## Leben und Werk
Dilworth war die Tochter des Kaufmanns George Darwell Dilworth und von Charlotte Cant Price. Sie studierte von 1941 bis 1944 am King’s College London, wo sie 1944 ihren Bachelor of Science und 1945 den Master of Science erhielt. Sie begann 1943 ihre Forschungen als Studentin am Admiralty Research Laboratory in London und als Postgraduierte am HH Wills Laboratory der University of Bristol unter der Leitung von Cecil Frank Powell
.

## Forschung in Brüssel und Italien
Dilworths forschte anfangs in der Festkörperphysik, beispielsweise untersuchte sie die Auswirkungen von isolierenden Oberflächenfilmen auf das Verhalten von Kontakten zwischen halbleitenden Kristallen. Sie wandte sich dann den Studien über Kernemulsionen zu. Powell hatte 1938 mit der Forschung über fotografische Emulsionen zur Erkennung von Elementarteilchen begonnen. Dilworths verfasste grundlegende Arbeiten zur einheitlichen Verarbeitung nuklearer Forschungsemulsionen mit Giuseppe Occhialini, in Bristol mit Ron Payne und in Brüssel mit Eric Samuel.
Im Mai 1948 berief der belgische Physiker Max Cosyns sie und Occhialini an das Centre du Physique Nucléaire der Université libre de Bruxelles. Sie gründeten eine neue Forschungsgruppe, die sich mit der Untersuchung nuklearer Emulsionen befasste, insbesondere mit dem Kodak NT2 und NT4 und der Ilford G5.
1950 heirateten Dilworth und Occhialini in Ixelles und im darauffolgenden Jahr wurde ihre Tochter Etra Mary Giovanna in Uccle geboren. Occhialini wurde 1949 Professor an der Universität Genua und 1952 in Mailand, war aber weiterhin in Brüssel tätig. Dilworth wurde in den späten 1950er Jahren Professorin an der Universität Mailand.
Viele junge italienische Physiker kamen nach Brüssel, um die Kernemulsionstechnik zu erlernen. Zu den wissenschaftlichen Ergebnissen, die Dilworth in Brüssel erzielte, gehören die Studie über den Auger-Effekt beim Einfangen von µ-Mesonen in Kernemulsionen und die mehrfache Produktion von Mesonen, die Untersuchung der magnetischen Ablenkung von Partikel aus Kernemulsionen.
Die Gründung des INFN (Istituto Nazionale di Fisica Nucleare) in Italien ermöglichte die Einrichtung von Forschungsgruppen, die sich der Hochenergiephysik widmeten. Dilworth ging 1954 als INFN-Forscherin nach Mailand, um mit Occhialini und ihren ehemaligen italienischen Mitarbeitern aus Brüssel zusammenzuarbeiten. In den 1950er Jahren veröffentlichte sie ihre Ergebnisse hauptsächlich in der Physik-Zeitschrift Il Nuovo Cimento. 

## Forschung am MIT und bei der ESRO
1959 lud Bruno Rossi Dilworth und Occhialini ein, sich ihm am Massachusetts Institute of Technology (MIT) anzuschließen. 1960 arbeitete Dilworth dort als Mitarbeiterin im Labor für Nuklearwissenschaft an einem Programm für meteorologische und geophysikalische Forschungen zur kosmischen Strahlung und zum interplanetaren Plasma. Neben ihr forschten in der Weltraumplasmagruppe des MIT Frank Scherb, Edwin Lyon, Alan Lazarus, Alberto Bonnetti, Alberto Egidi und John Belcher.
Nach ihrer Rückkehr nach Mailand gründeten Dilworth und ihr Ehemann eine Forschungsgruppe zur Kosmischen Physik. Ab 1964 waren beide an den Programmen der neuen ESRO (Europäische Weltraumforschungsorganisation) beteiligt, Dilworth war Vorsitzende des Weltraumkomitees. Sie und ihr Ehemann begannen dann eine Zusammenarbeit mit Jacques Labeyrie am Centre d’Études Atomiques der Universität Paris-Saclay.
Dilworth beschäftigte sich auch mit Infrarotastronomie. Sie zählte zu den Koordinatoren des Baus des Nationalobservatoriums für Infrarotastronomie des Gornergrats mit einem Cassegrain-Teleskop.

## Auszeichnungen und Ehrungen (Auswahl)
- 1954: Ehrendoktorwürde der Universität Bern
- 1981: BA der University of London
- Fellow des Istituto Nazionale di Fisica Nucleare
- Fellow der Società Italiana di Fisica
- Fellow der American Geophysical Union
- Fellow der Royal Astronomical Society
- Fellow des Istituto Lombardo di Scienze e Lettere

## Veröffentlichungen (Auswahl)
- The Influence of Surface Films on the Electrical Behaviour of Contacts. Proc. Phys. Soc., 60, 1948, S. 315.
- mit B. Agrinier, Y. Koechlin, B. Parlier, G. Boella, G. Degli Antoni, L. Scarsi: Investigation of Primary Electrons at 46° Geomagnetic Latitude. Proc. 8th Intl. Conf. on Cosmic Rays (Jaipur, Dec. 2–14, 1963), Tata Institute of Fundamental Research, Bombay.
- mit H. Bridge, B. Rossi, F. Scherb, E. Lyon: An Instrument for the Investigation of Interplanetary Plasma. J. Geophys. Res., 65, 1960, S. 3053.
- mit B. Agrinier, Y. Koechlin, B. Parlier, G. Boella, Antoni G. Degli; L. Scarsi, G. Sironi: Composition, Origin, and Prehistory. Proceedings from the 8th International Cosmic Ray Conference, Vol. 3, 1963, S. 167.